# Клаузула о престанку статуса избеглице
Клаузула о престанку статуса избеглице или Клаузуле о искључењу и престанку статуса избеглице (енгл. Cessation of Refugee Status) клаузула је која означава престанак статуса избеглице када се у земљи порекла догоде суштинске и трајне промене, а околности због којих је особа добила статус више не постоје. Клаузула је потписана 1951. године током Женевске конвенције.

## Међународна конвенција из 1951. године
Клаузула је уређена чланом 1.Ц и потписана 28. јула 1951. године и гласи: „уређују се околности под којима се може укинути статус избеглице. Одредбе овог члана су формулисане и тумаче се тако да промене за које се сматра да могу оправдати престанак статуса не смеју бити привременог карактера а по природи морају бити фундаменталне, како би се избеглици пружила одређена сигурност у погледу његовог статуса”.
Заштита прописана Женевском конвенцијом престаје да важи у односу на неку избеглицу у следећим околностима:
1. ако је он добровољно поново тражио заштиту земље чије држављанство има;
2. ако је, пошто је изгубио држављанство те земље поново добровољно примио то држављанство;
3. ако је стекао ново држављанство и ужива заштиту земље чије је држављанство стекао;
4. ако се добровољно вратио да би се настанио у земљи коју је напустио или изван које је живео из страха да ће бити прогоњен;
5. ако, пошто су околности услед којих му је био признат статус избеглице престале да постоје, он не може и даље да одбија тражити заштиту земље чије држављанство има, подразумевајући, међутим, да се одредбе овог става неће примењивати на избеглицу из става 1. члана 1. А. Конвенције који може, на основу ранијих прогона, навести уверљиве разлоге због којих одбија заштиту земље чије држављанство има;
6. кад се ради о лицу које нема држављанство, ако је, пошто су околности услед којих му је био признат статус избеглице престале да постоје, оно у стању да се врати у земљу у којој је имало уобичајено место боравка, подразумевајући, међутим, да се одредбе овог става неће примењивати на избеглицу из става 1. члана 1. А. Конвенције који може, на основу ранијих прогона, навести уверљиве  разлоге због којих одбија да се врати у ту земљу.